# Adoxotoma nitida
Adoxotoma nitida är en spindelart som beskrevs av Gardzinska, Zabka 2010. Adoxotoma nitida ingår i släktet Adoxotoma och familjen hoppspindlar. Inga underarter finns listade i Catalogue of Life.